# Гузев (Лодзинське воєводство)
Гузев (пол. Guzew) — село в Польщі, у гміні Жгув Лодзький-Східного повіту Лодзинського воєводства.
Населення — 365 осіб (2011).

## Демографія
Демографічна структура станом на 31 березня 2011 року:
|          | Загалом | Допрацездатний вік | Працездатний вік | Постпрацездатний вік |
| -------- | ------- | ------------------ | ---------------- | -------------------- |
| Чоловіки | 183     | 35                 | 124              | 24                   |
| Жінки    | 182     | 30                 | 108              | 44                   |
| Разом    | 365     | 65                 | 232              | 68                   |